# Chiềng Sơn
Chiềng Sơn là một xã thuộc thị xã Mộc Châu, tỉnh Sơn La, Việt Nam.

## Địa lý
Xã Chiềng Sơn có vị trí địa lý: 
- Phía đông giáp phường Đông Sang và huyện Vân Hồ
- Phía tây giáp xã Lóng Sập
- Phía nam giáp huyện Vân Hồ và Lào
- Phía bắc giáp các phường Đông Sang, Mường Sang và xã Chiềng Khừa.

Xã Chiềng Sơn có diện tích 129,41 km², dân số năm 2023 là 10.371 người, mật độ dân số đạt 80 người/km².

## Lịch sử
Xã Chiềng Sơn được thành lập năm 1999 trên cơ sở phần lớn diện tích và nhân khẩu của thị trấn Nông trường Chiềng Ve. Theo đó, thị trấn Nông trường Chiềng Ve thuộc huyện Mộc Châu được giải thể và sáp nhập 7.292 nhân khẩu của thị trấn nông trường Chiềng Ve vào xã Lóng Sập thuộc huyện Mộc Châu.
Sau đó, thành lập xã Chiềng Sơn trên cơ sở 9.788 ha diện tích tự nhiên và 7.932 nhân khẩu của xã Lóng Sập.
Ngày 14 tháng 11 năm 2024, Ủy ban Thường vụ Quốc hội ban hành Nghị quyết số 1280/NQ-UBTVQH15 về việc sắp xếp đơn vị hành chính cấp huyện, cấp xã của tỉnh Sơn La giai đoạn 2023 – 2025 (nghị quyết có hiệu lực từ ngày 1 tháng 2 năm 2025). Theo đó:
- Thành lập thị xã Mộc Châu thuộc tỉnh Sơn La. Xã Chiềng Sơn trực thuộc thị xã Mộc Châu.
- Sáp nhập 12,06 km² diện tích tự nhiên của xã Đông Sang và 25,19 km² diện tích tự nhiên, quy mô dân số là 501 người của xã Mường Sang vào xã Chiềng Sơn.

Xã Chiềng Sơn có 129,41 km² diện tích tự nhiên và quy mô dân số là 10.371 người.